# Prenanthes
Prenanthes  L. 1753 è un genere di piante angiosperme dicotiledoni della famiglia delle Asteraceae.

## Etimologia
Il nome del genere deriva dall'unione di due parole greche: prenes ( = inclinato, prostrato, con la faccia o il capo rivolto verso il basso) e anthos ( = fiore) e fa riferimento al particolare portamento "pendente" dei fiori di questo genere.
Il nome scientifico del genere è stato proposto da Carl von Linné (1707 – 1778) biologo e scrittore svedese, considerato il padre della moderna classificazione scientifica degli organismi viventi, nella pubblicazione "Species Plantarum - 2: 797" del 1753.

## Descrizione

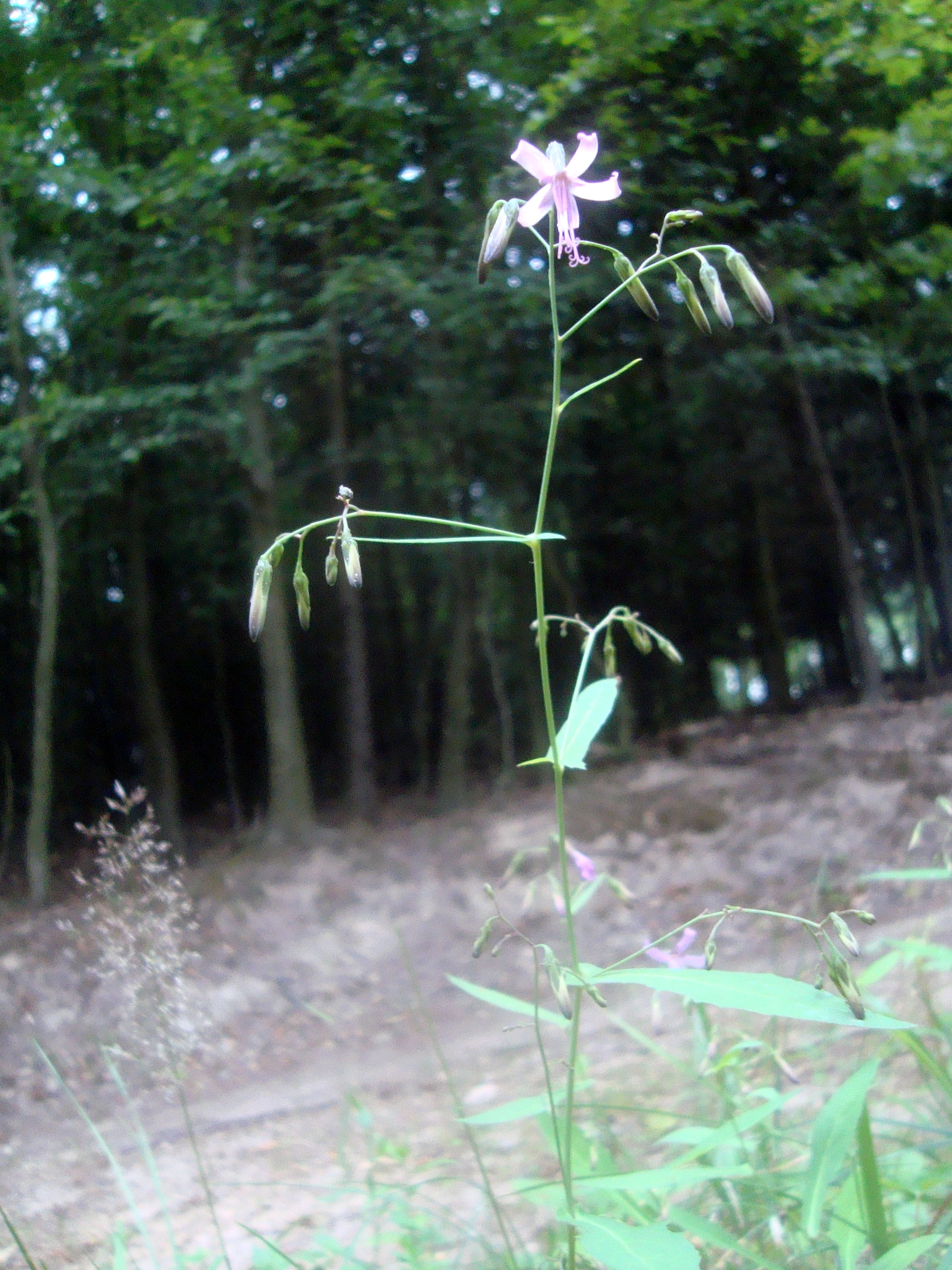
Il portamento
Prenanthes purpurea

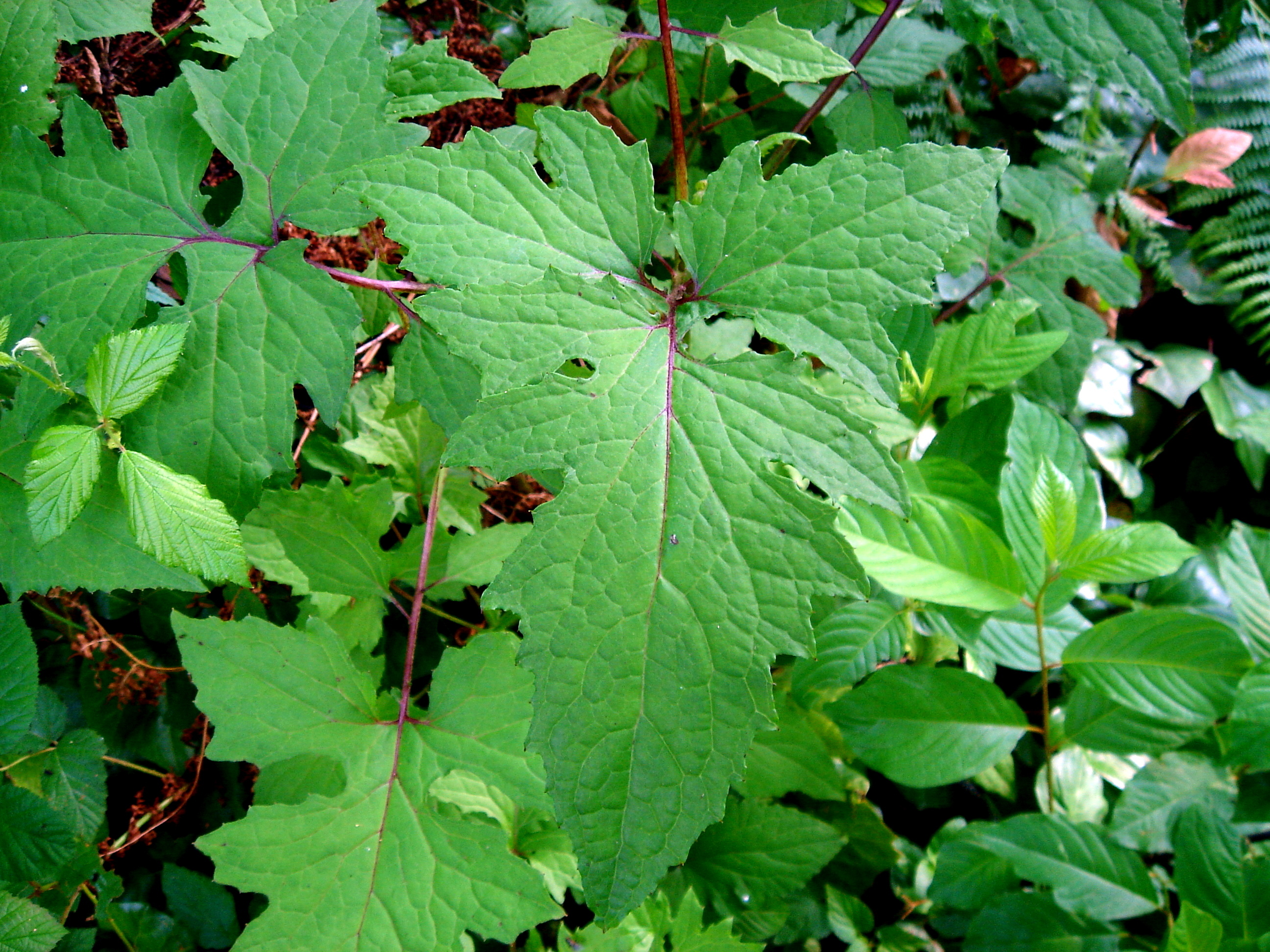
Le foglie
Prenanthes petiolata

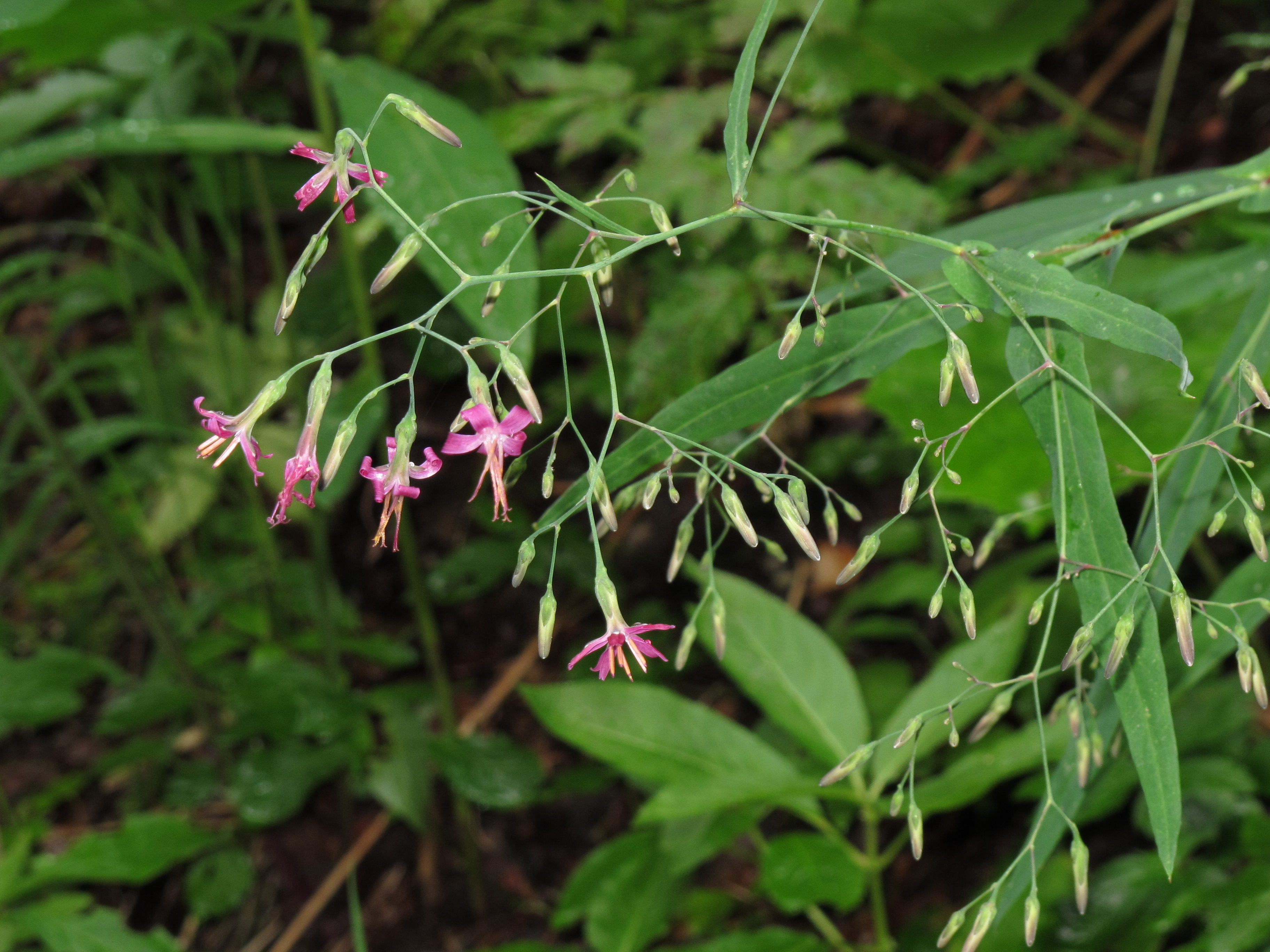
Infiorescenza
Prenanthes purpurea

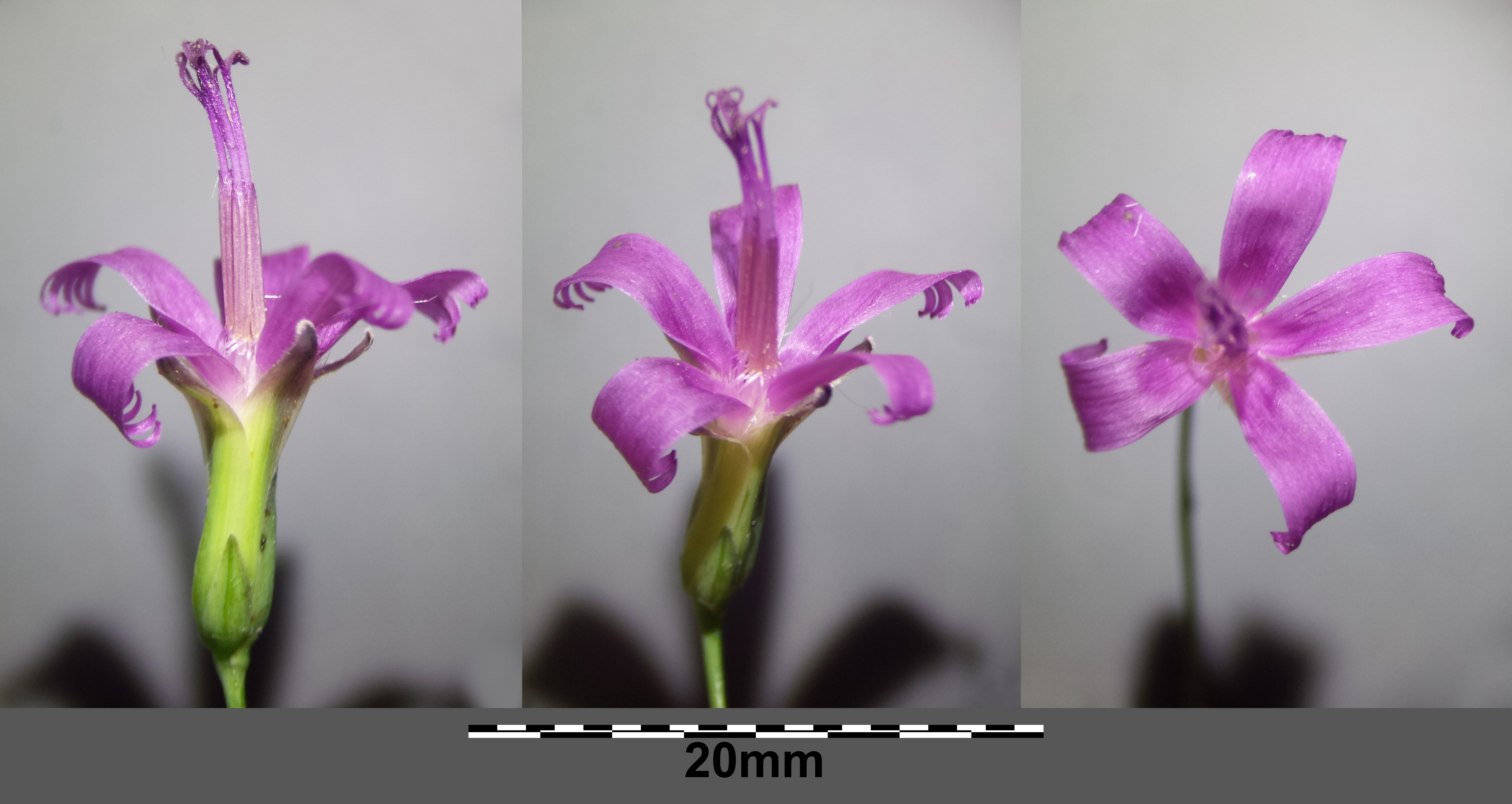
I fiori
Prenanthes purpurea

Habitus. L'habitus delle specie di questo genere è erbaceo perenne (una sola specie è rampicante); raggiungono altezze tra i 5 e 250 cm.
Fusto. I fusti (di solito da 1 a 5) sono eretti o decombenti. Le radici sono dei rizomi sottili che spesso producono delle propaggini.
Foglie. Le foglie si dividono in basali e cauline e in genere sono da picciolate a sessili, possono essere amplessicauli. La forma della lamina è varia (triangolare, deltata, ovata, oblanceolata, oblunga o lineare o anche spatolata). I margini spesso sono pennati o palmati con lobi anche profondamente incisi. I margini dei lobi a loro volta sono da interi o finemente seghettati a grossolanamente dentati. Gli apici sono acuti, ottusi o arrotondati. Le foglie superiori sono più ridotte.
Infiorescenza. Le infiorescenze sono composte da capolini peduncolati disposti in modo lasso in formazioni tipo recemo, pannocchia, tirso o corimbo. I capolini sono formati da un involucro a forma da cilindrica a campanulata composto da brattee (o squame) disposte su 2 - 4 serie in modo embricato, all'interno delle quali un ricettacolo fa da base ai fiori tutti ligulati. I capolini facilmente sono pendenti all'antesi. Alla base dell'involucro può essere presente un calice formato da 2 a 12 brattee a forma da triangolare a lineare-lanceolata o ellittica. Le brattee da 3 a 15 sono disposte su alcune serie con forme subulate, lineari, lanceolate o ellittiche, con margini scariosi, apici acuti e superficie da glabre a tomentose.  Il ricettacolo è convesso, liscio e glabro ed è nudo, ossia privo di pagliette a protezione della base dei fiori. Diametro dell'involucro: 2 – 14 mm.
Fiori. I fiori, generalmente da 4 a 5 sono tutti del tipo ligulato (il tipo tubuloso, i fiori del disco, presente nella maggioranza delle Asteraceae, qui è assente), sono tetra-ciclici (ossia sono presenti 4 verticilli: calice – corolla – androceo – gineceo) e pentameri (ogni verticillo ha 5 elementi). I fiori sono ermafroditi e zigomorfi.
- Formula fiorale:

*/x K {\displaystyle \infty }, [C (5), A (5)], G 2 (infero), achenio
- Calice: i sepali del calice sono ridotti ad una coroncina di squame.
- Corolla: la corolla è formata da una ligula terminante con 5 denti; è colorata di purpureo, rosa o blu.
- Androceo: gli stami sono 5 con filamenti liberi, mentre le antere sono saldate in un manicotto (o tubo) circondante lo stilo.[15] Le antere alla base sono acute.  Il polline è tricolporato.[16]
- Gineceo: lo stilo è filiforme con peli sul lato inferiore;  gli stigmi dello stilo sono due divergenti. L'ovario è infero uniloculare formato da 2 carpelli. In diverse specie gli stigmi sono lunghi ed emergono come una colonna.

Frutti. I frutti sono degli acheni a forma oblungo-lineare, compressi solo alla base e costati lateralmente (4 - 5 coste) con superficie marrone scura e glabra; non terminano con un becco. Il pappo è persistente ed è formato da 30 - 50 setole semplici, fragili e bianche disposte su una sola serie.

## Biologia
- Impollinazione: l'impollinazione avviene tramite insetti (impollinazione entomogama tramite farfalle diurne e notturne).
- Riproduzione: la fecondazione avviene fondamentalmente tramite l'impollinazione dei fiori (vedi sopra).
- Dispersione: i semi (gli acheni) cadendo a terra sono successivamente dispersi soprattutto da insetti tipo formiche (disseminazione mirmecoria). In questo tipo di piante avviene anche un altro tipo di dispersione: zoocoria. Infatti gli uncini delle brattee dell'involucro si agganciano ai peli degli animali di passaggio disperdendo così anche su lunghe distanze i semi della pianta.

## Distribuzione e habitat
La distribuzione di questo genere è eurasiatica e in parte Africa del sud e Africa tropicale.

## Tassonomia
La famiglia di appartenenza di questa voce (Asteraceae o Compositae, nomen conservandum) probabilmente originaria del Sud America, è la più numerosa del mondo vegetale, comprende oltre 23.000 specie distribuite su 1.535 generi, oppure 22.750 specie e 1.530 generi secondo altre fonti (una delle checklist più aggiornata elenca fino a 1.679 generi). La famiglia attualmente (2021) è divisa in 16 sottofamiglie.

### Filogenesi
Il genere di questa voce appartiene alla sottotribù Lactucinae della tribù Cichorieae (unica tribù della sottofamiglia Cichorioideae). In base ai dati filogenetici la sottofamiglia Cichorioideae è il terz'ultimo gruppo che si è separato dal nucleo delle Asteraceae (gli ultimi due sono Corymbioideae e Asteroideae). La sottotribù Lactucinae fa parte del "quarto" clade della tribù; in questo clade è in posizione "basale" vicina alla sottotribù Hyoseridinae.
I caratteri più distintivi per questa sottotribù (e quindi per i suoi generi) sono:
- gli acheni spesso sono compressi con una quindicina di costolature;
- alla base gli acheni sono inseriti in un piccolo e liscio anello (carpoforo);
- il pappo ha una struttura omogenea;
- l'origine delle specie è prevalentemente del Vecchio Mondo (Mediterraneo e Himalaya).

La struttura filogenetica della sottotribù è ancora in fase di studio e completamento. Provvisoriamente è stata suddivisa in 10 lignaggi. Il genere di questa voce appartiene al "Prenanthes lineage".
Nella descrizione tradizionale (con una decina di specie) il genere Prenanthes è sicuramente polifiletico. In passato questo genere ha raccolto al suo interno un certo numero di elementi del tutto estranei fra di loro. Studi filogenetici di tipo molecolari hanno messo un po' d'ordine nel genere, per cui la sua circoscrizione è stata notevolmente ridotta (da 30 specie al numero attuale). Questo spiega la migrazione di diverse sue ex-specie in altri gruppi: nella sottotribù Crepidinae (con il genere Nabalus), nella sottotribù Lactucinae (con i generi Cicerbita, Lactuca e Notoseris) e nella sottotribù Cichoriinae (genere Erythroseris). Anche l'attuale circoscrizione non è ancora consolidata (sono presenti ancora degli elementi estranei o non correttamente posizionati).
Inoltre la posizione del genere assegnata fino a poco fa nella sottotribù Hypochaeridinae si è dimostrata "non consistente" in quanto non completamente supportata dai dati morfologici, ma solamente da dati molecolari provvisori e incompleti. In particolare sono state riscontrate delle incongruenze filogenetiche per la specie Prenanthes purpurea che comunque si potrebbero spiegare come risultato di antiche ibridazioni.
Quindi gli ultimi studi hanno rivisto completamente questo genere proponendo la riduzione (in via provvisoria) ad una sola specie: P. purpurea. Questa forma una propria linea isolata di Lactucinae e viene risolta come sorella degli altri sei lignaggi delle Lactucinae posizionandola alla base della sottotribù. Da questi studi risulta inoltre che lignaggio Prenanthes è stato il primo, nell'ambito della sottotribù, a diversificarsi tra i 17 - 16 milioni di anni fa.
I caratteri distintivi per le specie di questo genere sono:
- i fiori sono nutanti;
- gli acheni non sono (o sono poco) compressi;
- le coste degli acheni sono 4 - 5.

Il numero cromosomico delle specie del genere è: 2n = 18. Sono presenti specie diploidi e tetraploidi.

### Variabilità
Le specie di questo genere sono abbastanza variabili (anche per la presenza di entità tetraploidi). La variabilità si manifesta soprattutto nella forma e dimensioni delle foglie; a volte tra le foglie basali e quelle distali vi sono notevoli differenze.

### Elenco delle specie
Per il genere Prenanthes, a causa delle ricerche ancora in corso, non c'è comune accordo tra le varie checklist. Il "Cichorieae Portale" (un sito espressamente dedicato alla tribù Cichorieae) elenca una sola specie: Prenanthes purpurea L., 1753 L'elenco seguente con 10 specie (tradizionalmente accettato) può non essere definitivo per questo genere:
- Prenanthes abietina (Boiss. & Balansa) Kirp.
- Prenanthes hookeri  C.B.Clarke ex Hook.f.
- Prenanthes mira  (Pavlov) Kamelin
- Prenanthes nothae
- Prenanthes petiolata  (K.Koch) Sennikov
- Prenanthes purpurea  L.
- Prenanthes steenisii  Tjitr.
- Prenanthes stenolimba  Steenis
- Prenanthes subpeltata  Stebbins
- Prenanthes sumatrana  Tjitr.

### Specie dell'areale del Mediterraneo
Nell'areale euro-mediterraneo sono presenti tre specie:
- Prenanthes abietina (Boiss. & Balansa) Kirp., 1964 - Distribuzione: Europa Orientale, Transcaucasia e Anatolia
- Prenanthes petiolata  (K. Koch) Sennikov, 1997 - Distribuzione: Europa Orientale, Transcaucasia e Anatolia
- Prenanthes purpurea  L., 1753 - Lattuga montana. Distribuzione: Europa (con esclusione delle aree più a nord), Transcaucasia e Anatolia. Questa specie è presente nella flora spontanea italiana.

### Sinonimi
L'entità di questa voce ha avuto nel tempo diverse nomenclature. L'elenco seguente indica alcuni tra i sinonimi più frequenti:
- Hylethale Link
- Opicrina Raf.